# Pikmin
Pikmin (jap. ピクミン) – komputerowa strategiczna gra czasu rzeczywistego, wydana przez Nintendo w roku 2001 na konsolę GameCube oraz w 2008 roku na konsolę Wii. Jest to pierwsza część serii gier strategicznych Pikmin. Bohaterem gry jest kapitan Olimar, mieszkaniec fikcyjnej planety Hocotate, który w wyniku kolizji swojego statku z kometą rozbija się na planecie zamieszkanej przez tytułowe stwory zwane Pikminami. Producent Pikmina, Shigeru Miyamoto, w wywiadach przyznał, że na pomysł stworzenia tej gry wpadł, pieląc grządki w swoim ogródku.

## Rozgrywka
Gracz kierując poczynaniami kapitana Olimara ma za zadanie naprawić statek, który w czasie katastrofy rozpadł się na 30 części. Z pomocą przychodzą mu trzy typy Pikminów: czerwony (odporny na ogień), niebieski (potrafiący pływać) i żółty (do zadań specjalnych, wysoko skacze i przenosi bomby). Olimar, kierowany przez gracza, wydaje polecenia Pikminom. Jego zapasy niezbędne do przeżycia na planecie mogą wystarczyć jedynie na 30 dni (trwających w grze po około 15 minut).
Pozyskiwanie części odbywa się w trzech etapach. Pierwszym z nich jest zlokalizowanie części. Drugim krokiem jest wybranie odpowiedniej liczby i kolorów Pikminów. Trzecim etapem jest zabezpieczenie części, które zwykle znajdują się w trudno dostępnym miejscu.

## Odbiór
Portal IGN ocenił grę na 9,1 w skali 10-punktowej, doceniając wykorzystanie tekstur. Dostrzeżono możliwość gry zawodników o różnym poziomie doświadczenia. Wśród wad wymieniano wymóg ukończenia gry w ciągu 30 dni. Zostało to zmienione w Pikmin 2.

### Nagrody
- E3 2001 Game Critics Awards: Best puzzle/trivia/Parlor Game[6]
- 2001 Japan Media Arts Festival: Excellence Award for Interactive Art